# Ленц, Станислав
Станислав Ленц (пол. Stanisław Lentz; 23 апреля 1861, Варшава — 19 октября 1920, там же) — польский живописец, портретист, иллюстратор, карикатурист, профессор (1909) и директор Варшавской школы изящных искусств (1909—1920).

## Биография
Художественное образование получил в Варшаве под руководством Войцеха Герсона, в академиях Кракова и Мюнхена (ученик Александра фон Вагнера и Дьюлы Бенцура) (1880—1884).
Продолжил совершенствовать мастерство в 1884—1887 годах в парижской Академии Жюлиана. В 1888 году стал действительным членом «Общества поощрения изящных искусств». С 1910 года — член Общества польских художников «Штука» (пол. Sztuka — «Искусство»).
В 1909 году стал профессором и одновременно директором Варшавской школы изящных искусств. Выполнял функции руководителя до своей смерти в 1920 году.
Похоронен на варшавском кладбище «Повонзки».

## Творчество
Первоначально создавал картины в духе мюнхенской школы. Основное направление работ художника: портрет, фигуры на фоне пейзажа, часто писал полотна на пролетарскую и еврейскую темы.
Мастерский уровень его портретов обозначился около 1900 года и длился до 1915 года. Около 1915—1916 годов в творчестве Ленца наступил «голландский период», во время которого художник воплотил всё, что постиг и изучил во время своих многочисленных поездок в Берлин, Париж и Мадрид (1896—1897), Нормандию (1900), и особенно, в Голландию, где проводил лето с 1903 по 1914 год.
На этом этапе его картины носят отпечаток влияния выдающегося портретиста золотого века голландского искусства Франса Халса.
Иллюстрации Ленца публиковались в журналах «Kłosy» (1887—1890), «Liberum Veto» и «Tygodnik Ilustrowany» (1887—1898, 1905—1906, 1909—1910), «Kurier Codzienny» (1890—1891). Ленц обязан своей репутацией художника также популярным в начале XX века многочисленным карикатурам, сатирическим рисункам, изображающих сцены из повседневной жизни варшавян, сформированной своего рода хронике событий в столице.
Кроме портретов и жанровых полотен, Ленц — автор целой галереи этнографических типов Польши.

## Галерея
- Фанфара-Серенада. Около 1910
- Забастовка
- Портрет Станислава Грабского. 1919
- Мужской портрет